# Johann Paul Carl von Moll
Johann Paul Carl von Moll, auch Carl oder Karl von Moll, (* 30. Oktober 1735 in Oettingen in Bayern; † 20. Februar 1812 in Wien) war ein deutsch-österreichischer Paläontologe und Zoologe. Er war mit Leopold von Fichtel der Begründer der Mikropaläontologie in Österreich und darüber hinaus und ein Pionier der Erforschung der Bryozoen.

## Leben
Sein Vater Georg Christian Moll war Angestellter in der Buchhaltung (Rechnungsrevisor) des Grafen von Öttingen. Sein Onkel und Taufpate Bernard Paul von Moll, Legationsrat des Herzogs von Braunschweig-Lüneburg-Wolffenbüttel in Wien und seit 1738 im Reichsadelsstand,  war naturhistorisch interessiert und hatte die Naturaliensammlung des Schweizers Karl Nicolaus Lange übernommen. Der Bruder von Bernhard Paul war Holstein-Gottorpscher Legationsrat in Wien und ebenfalls für seine Naturaliensammlung (inklusive versteinertem Holz und katalogisierten Conchylien) in Wien bekannt. Wahrscheinlich wurde Johann Paul Carl von Moll von seinem Onkel und Taufpaten Bernhard Paul von Moll adoptiert, denn er führte später auch einen Adelstitel. Johann Paul Carl von Moll befasste sich nach seinem Umzug nach Wien angeregt durch seine Onkel ebenfalls mit Naturgeschichte. Er hatte später selbst eine umfangreiche Conchyliensammlung und stiftete auch für die Sammlung der Freimaurerloge Zur wahren Eintracht in Wien, der auch Mozart, Kaiser Leopold II und Ignaz von Born angehörten. 1778 bis 1780 unterstützte Moll Ignaz von Born im Neuaufbau des kaiserlichen Naturalienkabinetts, dem späteren Naturhistorischen Museum Wien. 1806 bewarb er sich nach einer Quelle vergeblich um den Direktorenposten im Hofnaturalienkabinett als Nachfolger von Andreas Xaverius Stütz (1747–1806), nach einer anderen Quelle fehlt er aber auf der Bewerberliste. Auch Leopold von Fichtel und andere hatten sich vergeblich beworben, die Stelle ging an Karl Franz Anton von Schreibers. Moll starb 1812 verarmt in Wien in einem Versorgungshaus (an Stelle des heutigen Chemischen Instituts der Universität) an einem Schlaganfall.
In der Mikropaläontologie arbeitete er mit dem Sammler und Forschungsreisenden Leopold von Fichtel, mit dem er das damalige Foraminiferen-Standardwerk Testacea microscopica veröffentlichte, das sehr gut illustriert war und somit auch die Erstbeschreibungen der Autoren gut untermauerte. Weitere Taxa schöpfte der Franzose Denys de Montfort (Conchyologie systematique, 1808 bis 1810) aus dem Werk von Fichtel und Moll. Ihre Typexemplare sind außerdem im Naturhistorischen Museum Wien zugänglich, so dass in den 1980er Jahren eine Revision ihres Fundmaterials möglich war. Nach beiden wurde die Entwicklung der Mikropaläontologie in Österreich erst wieder in den 1840er Jahren von August Emanuel von Reuss aufgenommen. 1803 erschien in Wien sein Buch über Bryozoen in deutscher und lateinischer Ausgabe.
Er ist nicht mit dem österreichischen Naturforscher Karl von Moll zu verwechseln (wird aber häufig mit ihm verwechselt).

## Schriften
- mit Leopold von Fichtel: Testacea microscopia aliaque minuta ex generibus argonauta et nautilus ad naturam picta et descripta. Wien: Anton Pichler 1798, 2. Auflage 1803 (ein weiterer Band Microscopische Conchylien liegt als Manuskript fertig vor, wurde aber nicht mehr veröffentlicht), zobodat.at [PDF]
- Eschara, ex zoophytorum seu phytozoorum ordine pulcherrimum ac notatu dignissimum genus novis speciebus auctum, methodice descriptum, et iconibus ad naturam delineatis illustratum. Wien 1803 (lateinische Ausgabe).
Deutsche Ausgabe: Die Seerinde aus der Ordnung der Pflanzenthiere das schönst und merkwürdigste Geschlecht. Wien 1803.